# Erythroxylum novogranatense
Erythroxylum novogranatense är en tvåhjärtbladig växtart som först beskrevs av Morris, och fick sitt nu gällande namn av Georg Hans Emmo Emo Wolfgang Hieronymus. Erythroxylum novogranatense ingår i släktet Erythroxylum och familjen Erythroxylaceae.

## Underarter
Arten delas in i följande underarter:
- E. n. tobagense
- E. n. truxillense

## Bildgalleri

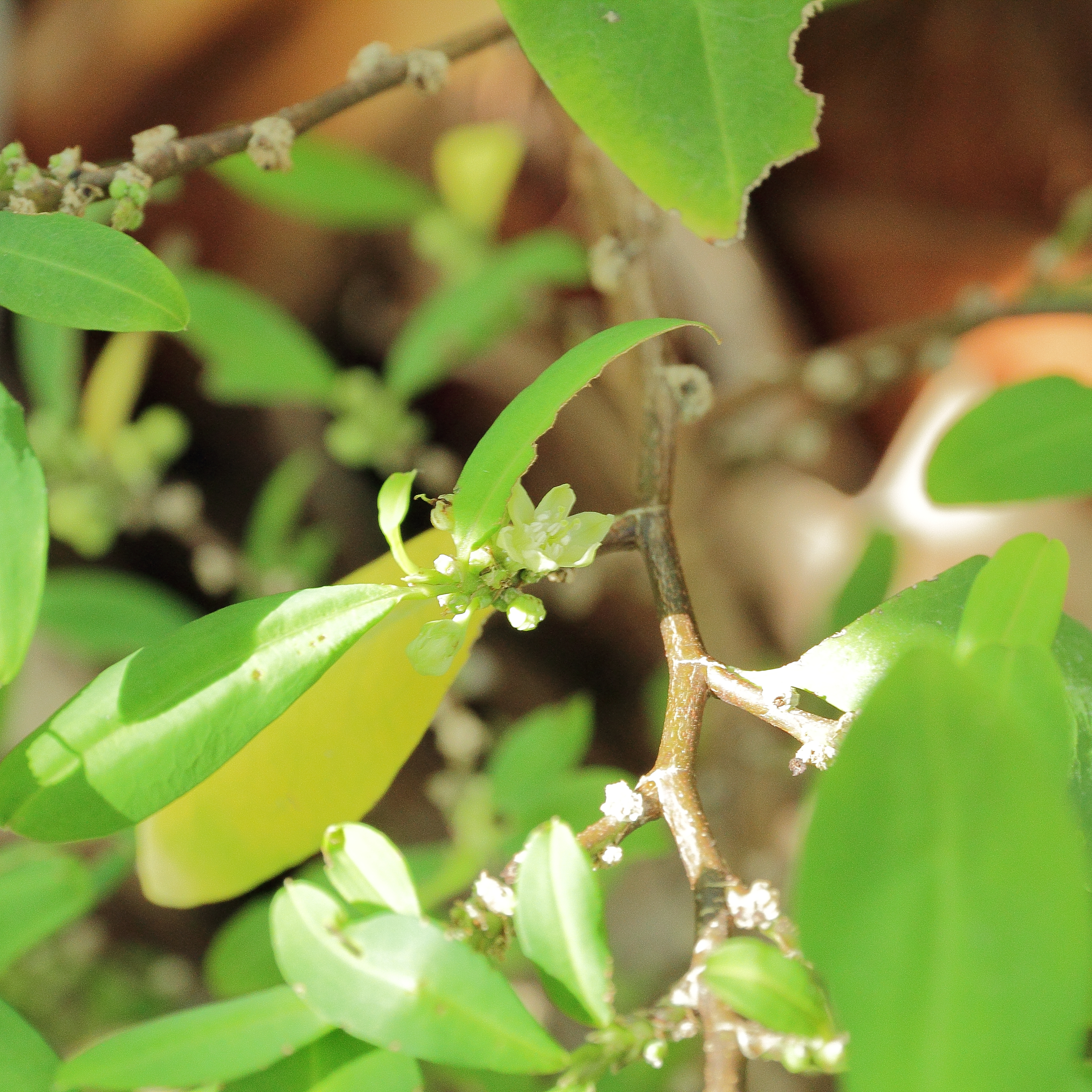